# Nizina Śląsko-Łużycka
Nizina Śląsko-Łużycka (317.7) – rozległa równina w południowo-zachodniej Polsce i południowo-wschodnich Niemczech.

## Położenie
Jest to najdalej na południowy wschód wysunięty fragment (makroregion) podprowincji Nizin Sasko-Łużyckich. Od północy graniczy ze Wzniesieniami Łużyckimi (z Wałem Mużakowa), od północy i północnego wschodu z Wałem Trzebnickim, od wschodu z Niziną Śląską, od południa z Sudetami (Pogórzem Zachodniosudeckim).

## Podział
Na obszarze Polski wydziela się następujące mezoregiony: Bory Dolnośląskie, Równinę Szprotawską, Wysoczyznę Lubińską, Równinę Legnicką i Równinę Chojnowską.

## Rzeki
Większe rzeki: Kaczawa, Szprotawa, Bóbr, Kwisa, Czerna Wielka, Nysa Łużycka.

## Miasta
Główne miasta (w Polsce): Legnica, Lubin, Bolesławiec, Zgorzelec, Żagań i Jawor.